# Satake Yoshinobu

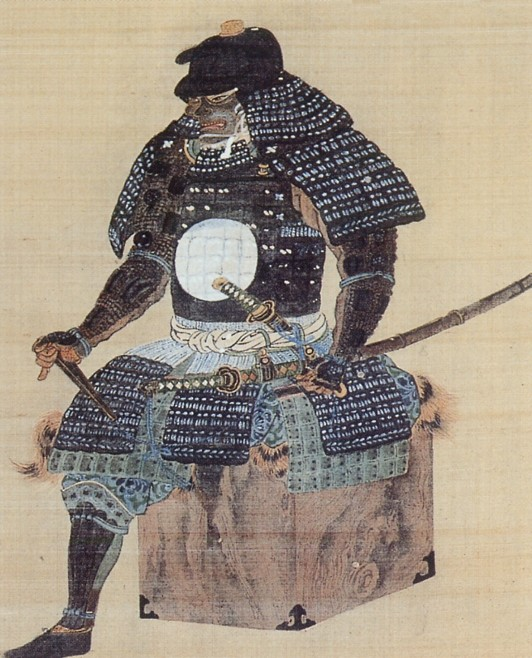
Satake Yoshinobu

Satake Yoshinobu (佐竹 義宣? August 17, 1570 – March 5, 1633)  fost un daimyō japonez din perioada Azuchi – Momoyama până la începutul perioadei Edo . El a fost fiul cel mai mare al lui Satake Yoshishige, el a reprezentat prima generatie din Filiera Kubota . Titlul său de vizir era Ukyō-dayū . 

## Biografie
Încă de la începutul vieții sale, familia Satake a fost amenințată din nord de Date Masamune iar din sud de către Hōjō Ujinao; cu toate acestea, pentru că s-a aliat din timp cu Toyotomi Hideyoshi în timpul Asediului din Odawara, el a fost capabil să-și păstreze proprietățile. Sub stindardul lui Hideyoshi, el a fost consider unul dintre cei șase cei mai mari generali ai clanului Toyotomi, împreună cu Tokugawa Ieyasu, Maeda Toshiie, Shimazu Yoshihiro, Mōri Terumoto și Uesugi Kagekatsu . După terminarea asediului din Odawara, Yoshinobu a fost capabil să-și extindă controlul asupra întregii provincii Hitachi și astfel, el a obținut în scurt timp peste 540.000 de koku de pământ ca fef(feudă) privat al său. 
Yoshinobu s-a bucurat de relații bune cu Ishida Mitsunari și s-a alăturat Armatei de Vest în timpul bătăliei de la Sekigahara ; pentru aceasta a fost pedepsit de Ieyasu, care i-a redus feuda la doar 180.000 koku și l-a transferat în Domeniul Kubota, din provincia Dewa . 
Deși alegerea sa de a se alia cu acesta a sfârșit ca un dezastru, se crede că acesta nu a avut de ales. Clanul Satake din regiunea Kantō a fost într-adevăr un clan cu o mare influentă, prestigios și antic, cu rădăcinile în filiere precum Seiwa Genji și strămoși precum eroul Hachimantarō Minamoto no Yoshiie . Multe dintre domeniile feudale din apropiere și familii mici de samurai erau verișorii sau din sub-ramurile ale clanului Satake.  
Pentru Ieyasu, exista posibilitatea unui viitor apropiat în care Yoshinobu (sau urmașii săi) să devină capii unei alianțe militare împotriva ideologiei Păcii Tokugawa, care ar revendică titlul de shōgun pentru ei înșiși, sau cel puțin, aflându-se într-o stare permanentă de război între ei. De aceea Satake nu a avut de ales nimic altceva decât să se alieze lui Ishida. 
După ce a ajuns în noul său domeniu în 1603, a trebuit imediat să se confrunte cu o rebeliune de rōnini locali ce erau loiali lui Onodera Yoshimichi, căreia a pus capăt relativ repede. 
După înfrângerea sa anterioară, faptul ca Yoshinobu urma să-l trădeze Toyotomi era destul de clar, condamnând shogunatul prin participarea la Asediul din Osaka, luptând contra comandanții ai clanului Toyotomi precum Kimura Shigenari și Gotō Matabei . 